# Eugeniusz Smolar
Eugeniusz Smolar (ur. 31 grudnia 1945) – polski dziennikarz, działacz opozycyjny w okresie PRL.

## Życiorys
Jest synem działaczy komunistycznych żydowskiego pochodzenia, Grzegorza (Hersza) Smolara i Walentyny Najdus, bratem Aleksandra Smolara, mężem Niny Smolar.
Od 1966 studiował ekonomię na Uniwersytecie Warszawskim. Należał do Związku Młodzieży Socjalistycznej, z którego został wykluczony w 1967. Musiał przerwać studia w związku z udziałem w demonstracjach z marca 1968 oraz proteście przeciwko inwazji wojsk Układu Warszawskiego na Czechosłowację w sierpniu tegoż roku. Był tymczasowo aresztowany, w 1970 wyemigrował do Szwecji. Ukończył studia na Wydziale Socjologii Uniwersytetu w Uppsali. W 1975 został dziennikarzem Sekcji Polskiej BBC, w 1982 wicedyrektorem, zaś w 1988 dyrektorem sekcji. W BBC pracował do 1997. Był współzałożycielem emigracyjnego kwartalnika politycznego „Aneks” oraz Wydawnictwa Aneks. W drugiej połowie lat 70. reprezentował w Wielkiej Brytanii środowisko Komitetu Obrony Robotników i następnie Komitetu Samoobrony Społecznej „KOR”.
Po powrocie do Polski w 1997 zainicjował powstanie Inforadia. W 1998 wszedł w skład zarządu Polskiego Radia. Od 2002 do 2004 był jego dyrektorem programowym. W październiku 2005, gdy dotychczasowy prezes Janusz Reiter został ambasadorem w Waszyngtonie, objął na kilka lat stanowisko prezesa Centrum Stosunków Międzynarodowych. W latach 2009–2013 pełnił funkcję przewodniczącego rady programowej Forum Polsko-Czeskiego przy ministrze spraw zagranicznych RP.

## Odznaczenia
W 2011 prezydent Bronisław Komorowski odznaczył go Krzyżem Komandorskim Orderu Odrodzenia Polski. W 2013 otrzymał Odznakę Honorową „Bene Merito” nadaną przez ministra spraw zagranicznych. W 2016 odznaczony estońskim Orderem Krzyża Ziemi Maryjnej V klasy.